# Copelatus burgeoni
Copelatus burgeoni är en skalbaggsart som beskrevs av Gschwendtner 1930. Copelatus burgeoni ingår i släktet Copelatus och familjen dykare.

## Underarter
Arten delas in i följande underarter:
- C. b. burgeoni
- C. b. variabilis